# Jacques Grello
Jacques Grello (Saint-Ouen, 28 de abril de 1915-París,8 de marzo de 1978) fue un actor, cantante y humorista de nacionalidad francesa.

## Biografía
Su verdadero nombre era Jacques Marcel Gaëtan Greslot, y nació en  Saint-Ouen, Francia. Formó parte de las emisiones televisivas La Boîte à sel y Le Grenier de Montmartre. En cada uno de los programas a menudo trabajaba con su cuñado y colega Robert Rocca. Era suegro de Jean Carmet.
Como muchos artistas de esa época, él también cantaba sus propias composiciones. Muchas fueron objeto de controversia, como Les Quatre Métiers, en la que cantaba irónicamente que los cuatro trabajos más seguros para colocar a los hijos eran los camarero, sacerdote, policía y prostituta. Otras composiciones eran de igual tendencia. Así, "La Guerre" afirmaba con cinismo que un tratado de paz es un arma de guerra, y "Les péchés capitaux" decía que existe contra el pecado un prejuicio desfavorable, que el pecado capital está muy desacreditado, y que la pereza es el pecado menos fatigoso. 
Utilizaba con precisión un timbre medio irónico medio sarcástico que le valió ser elegido para interpretar el papel de zorro en un disco de vinilo de El principito.
Jacques Grello falleció en París, Francia, en 1978. Sus restos fueron incinerados, y sus cenizas depositadas en el columbario del Cementerio del Père-Lachaise.

### Discografía
- Canción "Les quatre métiers", grabada en directo con Maurice Horgues, Jean Lacroix y Jean Granier
- Álbum "Dialogues en boîte", con Robert Rocca
- Álbum "Le Petit prince", con Gérard Philipe

## Selección de su filmografía

### Cine
- 1972 : Le Viager, de Pierre Tchernia
- 1963 : La Foire aux cancres, de Louis Daquin
- 1959 : Messieurs les ronds-de-cuir, de Henri Diamant-Berger
- 1957 : Pot-Bouille, de Julien Duvivier
- 1953 : Femmes de Paris, de Jean Boyer
- 1952 : Les Femmes sont des anges, de Marcel Aboulker
- 1951 : La Vie chantée, de Noël-Noël
- 1949 : Ma tante d'Honfleur, de René Jayet
- 1943 : Madame et le mort, de Louis Daquin

- Jacques Grello participó, junto a Robert Rocca y Noël-Noël, en los diálogos del film À pied, à cheval et en spoutnik (1969)

### Televisión
Telefilmes
- 1972 : Le Nez d'un notaire, de Pierre Bureau
- 1972 : La Mort d'un champion, de Abder Isker
- 1971 : Le Bouton de rose, de François Gir
- 1970 : Le Fauteuil hanté, de Pierre Bureau
- 1966 : La Tour Eiffel qui tue, de Jean-Roger Cadet y Michel de Ré
- 1950 : Les Joueurs, de Claude Barma

Series
- 1965 : Les Saintes chéries, episodio Ève et la grippe buissonnière
- 1964 : Les Aventures de Monsieur Pickwick, de René Lucot
- 1963-1964 : Le Théâtre de la jeunesse:
  - episodio Le Matelot de nulle part, de Marcel Cravenne
  - episodio L'Île mystérieuse, de Pierre Badel
- 1959 : La Clé des champs, episodio Comment réussir dans la vie ?

Teatro
- 1972 : Au théâtre ce soir : Lidoire, de Georges Courteline, escenografía de Jean Meyer, dirección de Georges Folgoas, Théâtre Marigny

## Teatro
- 1951 : Edmée, de Pierre-Aristide Bréal, escenografía de Georges Vitaly, Teatro de la Huchette
- 1953 : Les Hussards, de Pierre-Aristide Bréal, escenografía de Jacques Fabbri, Théâtre des Noctambules
- 1954 : Les Hussards, de Pierre-Aristide Bréal, escenografía de Jacques Fabbri, Théâtre des Célestins
- 1957 : La terre est basse, de Alfred Adam, escenografía de Georges Vitaly, Théâtre La Bruyère
- 1958 : Édition de midi, de Mihail Sebastian, escenografía de René Dupuy, Théâtre Gramont
- 1961 : Moulin à poivre, de Robert Rocca y Jacques Grello, escenografía de Jacques Mauclair, Les Trois Baudets
- 1968 : La Courte Paille, de Jean Meyer, escenografía del autor
- 1972 : Lidoire, de Georges Courteline, escenografía de Jean Meyer, Maison des Jeunes de Cachan